# Піка Володимир Іванович
Піка Володимир Іванович — радянський, український кінооператор. Заслужений діяч мистецтв України (2000).
Народ. 1 червня 1948 р. у с. Сушнево Володимирської обл. (Росія). Закінчив операторський факультет Всесоюзного державного інституту кінематографії (1975). З 1976 р. — оператор «Укркінохроніки».
Зняв стрічки: «Батько садів», «Він був солдатом» (1975), «Цей важкий ручний м'яч», «Професор Лук'янова», "В небі тільки «аси» (1976), «Зростити людину» (1977), «Вага олімпійського молота», «Обов'язок і пам'ять» (1978), «Музика нашої молодості», «Колесо Федора Примаченка» (1979), «Олімпіада на Україні», «Дільничий інспектор» (1980), «В сім'ї вольній, новій» (у співавт.), «Вони з 1941-го» (у співавт.), «Заради життя на землі» (у співавт.), «Коріння» (1981) та ін. Згодом створив фільми: «Школи радості», «Михайло Булгаков. Київські сни», «Зимові гульбища», «Біль і крик», «Кисле вино», «Григорій Гавриленко. Образ світлий», «С. Параджанов. Відвідання», «Палац. Іронична елегія».
Член Національної Спілки кінематографістів України.